# Pimlico
Pimlico is een wijk in het Londense bestuurlijke gebied City of Westminster, in de regio Groot-Londen. De wijk wordt bediend door een gelijknamig metrostation.

## Geboren
- Edith Evans (1888-1976), actrice
- Steve Hackett (1950), gitarist
- Richard Hamilton (1922-2011), beeldend kunstenaar
- Billy Hughes (1862-1952), Australisch premier
- Thomas Webster (1800-1886), schilder

## Afbeeldingen

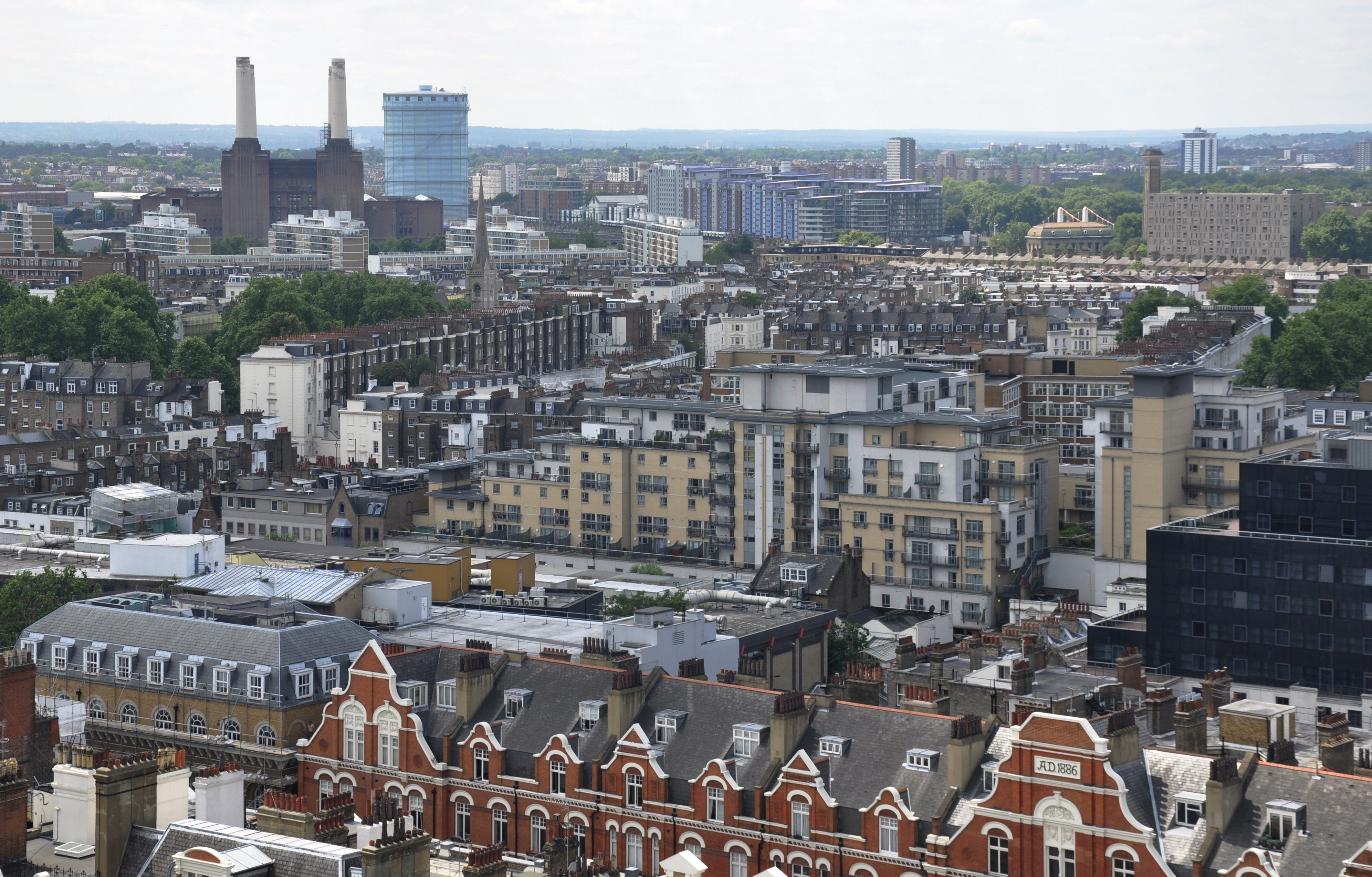
Zicht op Pimlico vanaf Westminster Cathedral
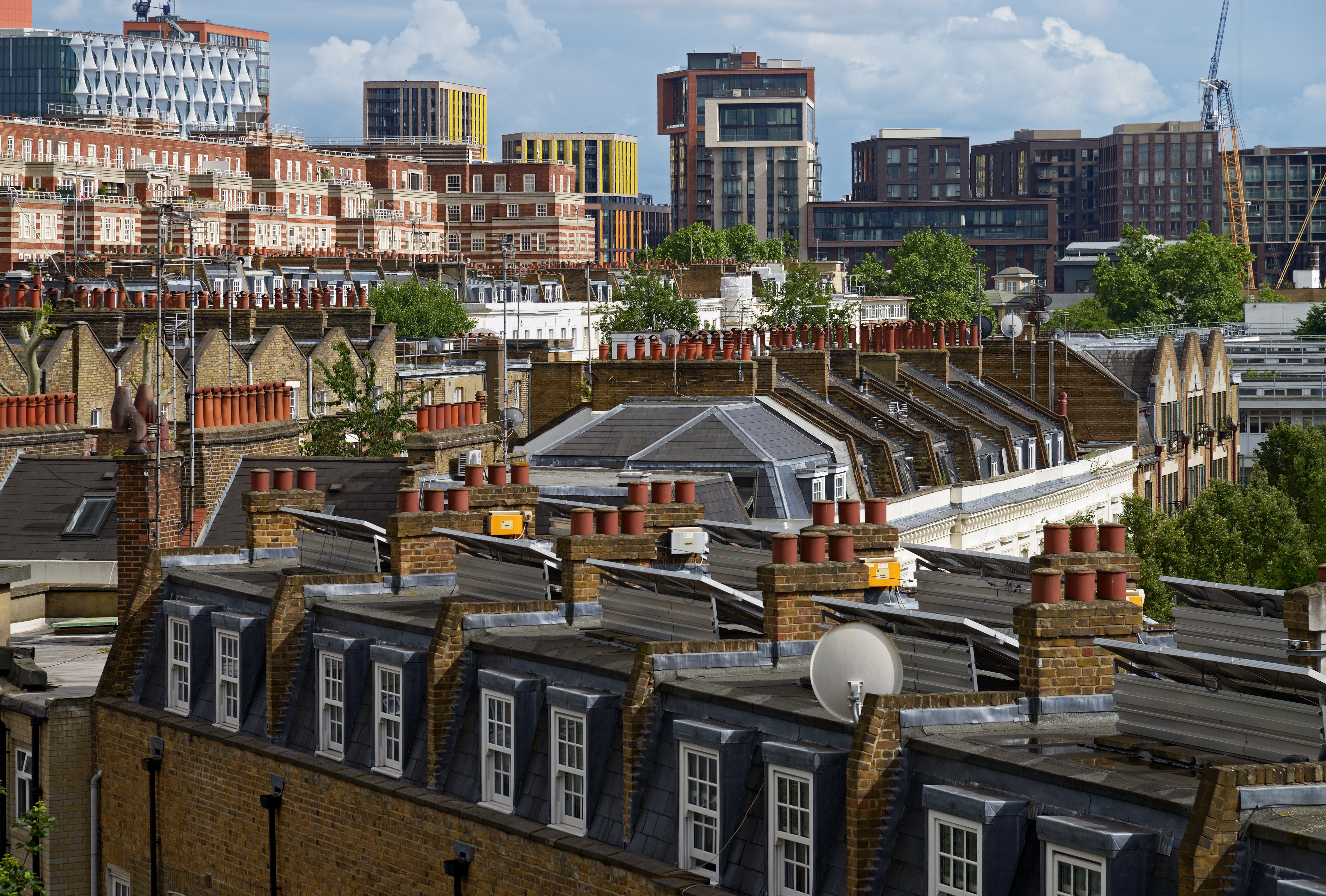
De daken van Pimlico
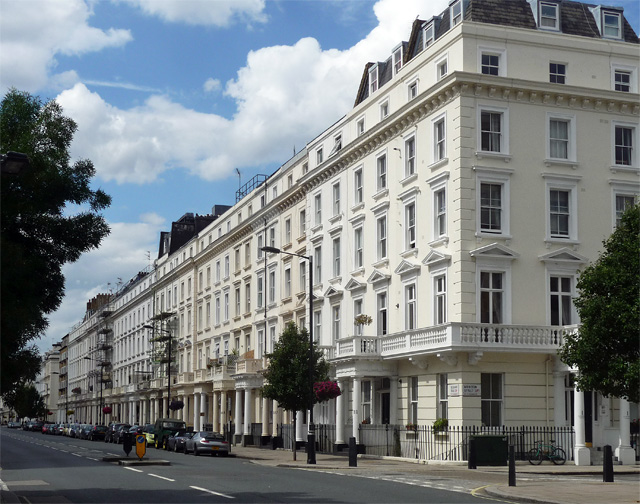
Belgrave Road
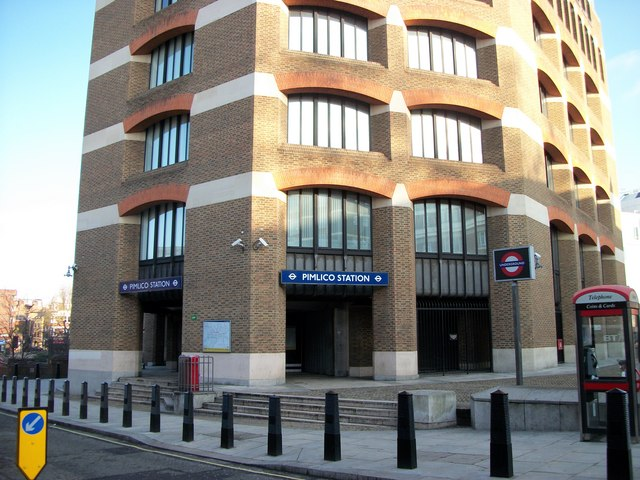
Pimlico Station
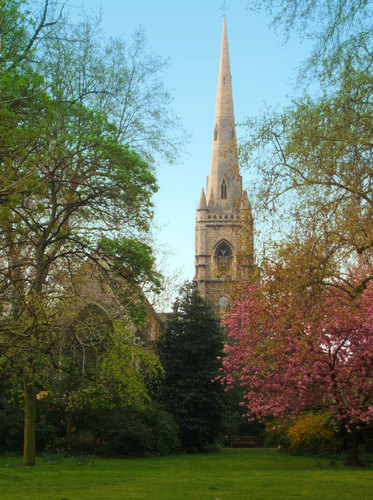
St Gabriel's Church
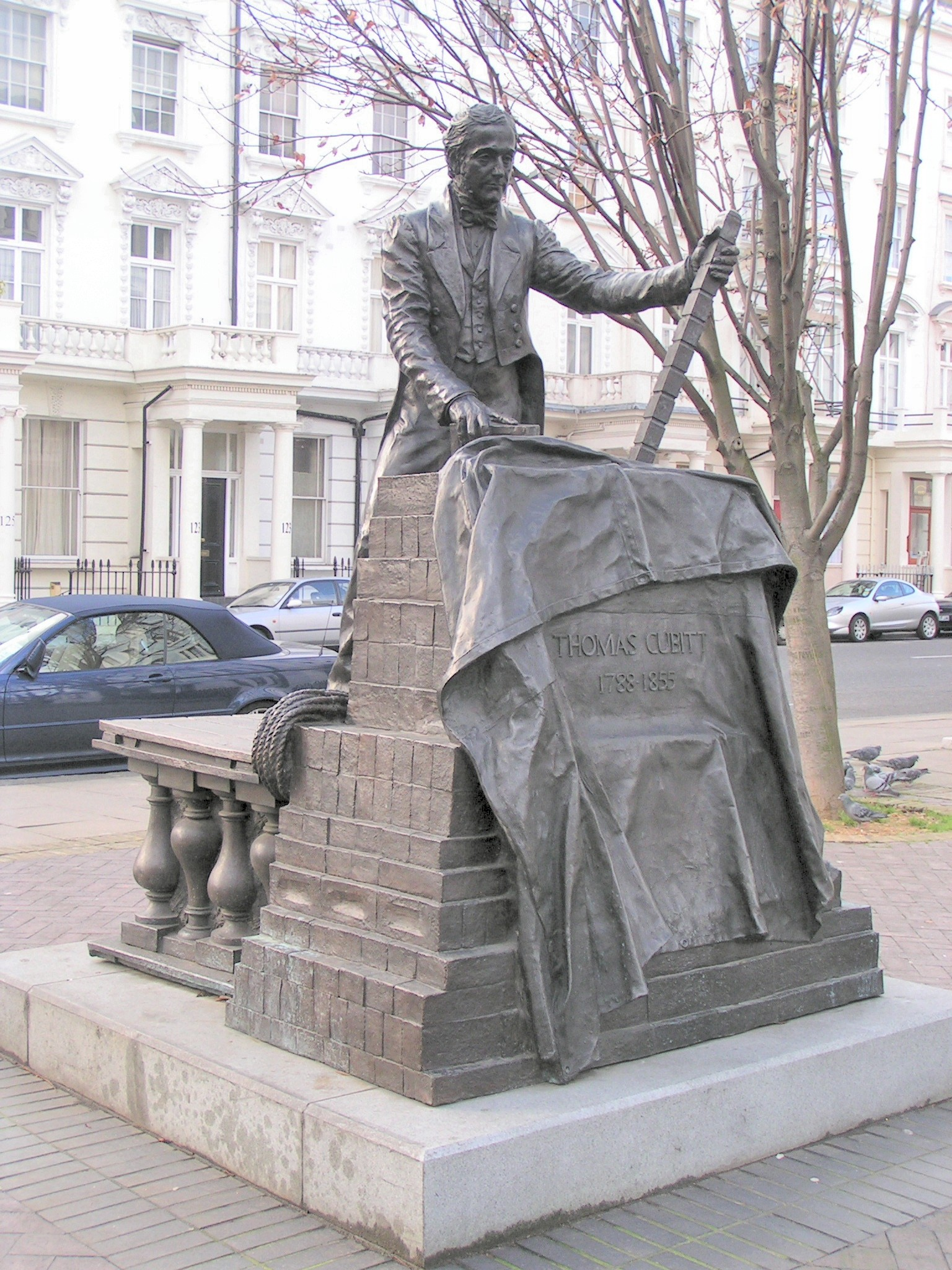
Standbeeld van architect Thomas Cubitt (1788-1855) in Denbigh Street, die een stratenplan voor Pimlico ontwikkelde